# Sinoxylon ruficorne
Sinoxylon ruficorne är en skalbaggsart som beskrevs av Olof Immanuel von Fåhraeus 1871. Sinoxylon ruficorne ingår i släktet Sinoxylon och familjen kapuschongbaggar. Inga underarter finns listade i Catalogue of Life.

## Bildgalleri

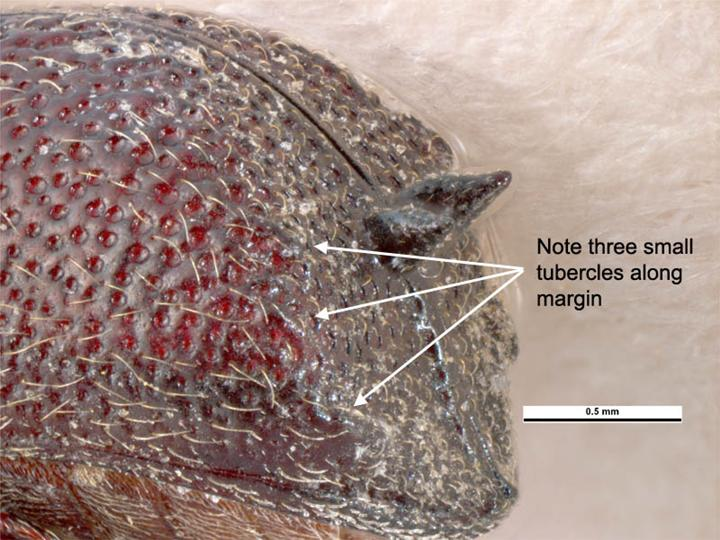
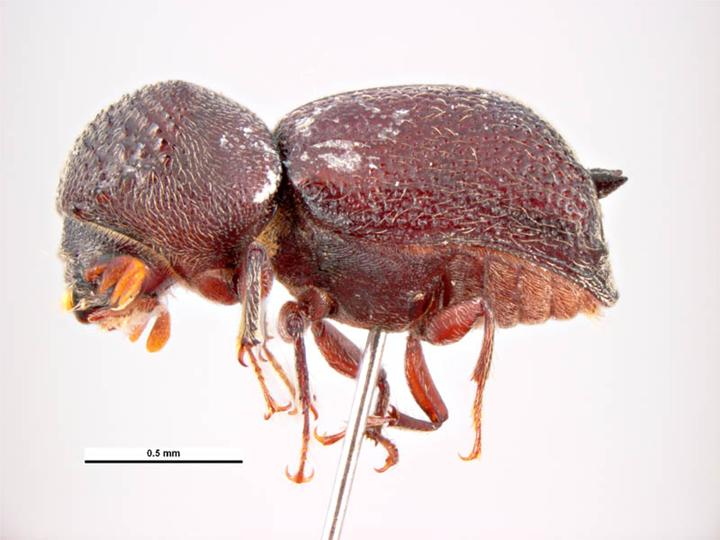